# Varengrasvogel
De varengrasvogel (Poodytes punctatus synoniem Megalurus punctatus) is een zangvogel uit de familie Locustellidae.

## Verspreiding en leefgebied
Deze soort is endemisch in Nieuw-Zeeland en telt vijf ondersoorten:
- P. p. vealeae: Noordereiland.
- P. p. punctatus: Zuidereiland.
- P. p. stewartianus: Stewarteiland.
- P. p. wilsoni: Codfisheiland.
- P. p. caudatus: Snareseilanden.

## Status
De grootte van de populatie is niet gekwantificeerd maar de soort wordt omschreven als plaatselijk algemeen. Op de Rode lijst van de IUCN heeft deze soort de status niet bedreigd.